# Miguel Pizarro Zambrano
Miguel Pizarro Zambrano (Alájar, 1897-Nueva York, 1956) fue un escritor, profesor y diplomático español.

## Biografía
Nació el 24 de junio de 1897 en la localidad onubense de Alájar. Era sobrino de Blas Zambrano y primo de María Zambrano, hacia quien mostró interés sentimental. Colaborador del periódico El Sol, obtuvo a comienzos de la década de 1920 un puesto de profesor en la Universidad de Osaka.  La guerra civil le llevó al exilio. Pizarro, que desempeñó cargos diplomáticos en Rumanía y Estados Unidos, falleció el 10 de enero de 1956 en Nueva York. Casado con la rumana Gratiana Oniçiu en 1937, fue padre de la poeta Águeda Pizarro.